# Éditions Omnibus
Omnibus est une maison d'édition française, située à Paris, département de Place des éditeurs.

## Historique
Initialement collection de la maison d'édition Presses de la Cité, Omnibus devient une marque à part entière en 1988 avec la publication des vingt-sept volumes de la collection « Tout Simenon ». Dès l’année suivante, la collection s’ouvre à d’autres auteurs du fonds des Presses avant de se diversifier. La maison d'édition devient en 1994 un département de la société Place des éditeurs.
Maison d’édition dédiée au patrimoine historique et littéraire, français et étranger, Omnibus est une filiale à 100 % du groupe Editis. Le catalogue compte désormais plus de 350 titres – gros volumes de mille pages et albums illustrés. Trouvailles ou redécouvertes, littérature française et étrangère, polar, science-fiction, mer et aventure, anthologies d'auteur ou thématiques, dictionnaires ou ouvrages de référence, cette maison se distingue par l’éclectisme de son catalogue.
La numérisation des romans de la collection Georges Simenon a commencé en juin 2012.

## Auteurs du catalogue des éditions Omnibus
- Margery Allingham
- Jean Anglade
- Marie-Paul Armand
- Jean M. Auel
- Isaac Asimov : 4 tomes pour la saga Fondation (Isaac Asimov) [« Le grand livre des robots I : Prélude à Trantor », « Le grand livre des robots II : La gloire de Trantor », « Le cycle de Fondation : le déclin de Trantor » (existe en 2 versions), « Le cycle de Fondation : Vers un nouvel empire »] et 1 tome pour le cycle des Veufs noirs
- Jane Austen : les six romans majeurs plus Lady Susan
- Honoré de Balzac
- Élisabeth Barbier : saga des Gens de Magador
- René Barjavel :  2 tomes : « Romans extraordinaires » et « Romans merveilleux »
- Charles Baudelaire
- Germaine Beaumont
- Georges Bernanos : 1 tome : Romans
- Georges Blond
- Pierre Boulle : 2 tomes : « Étrange planète » et « Romans héroïques »
- Françoise Bourdon
- John Buchan
- Pearl Buck
- Edgar Rice Burroughs : l'auteur de Tarzan et du Cycle de Mars
- Jean Carrière
- Vera Caspary
- Aimé Césaire
- Jean-Pierre Chabrol
- André Chamson
- Raymond Chandler : l'intégrale des nouvelles
- G. K. Chesterton : l'intégrale des nouvelles du Père Brown
- Mikhaïl Cholokhov : Le Don paisible
- Georges-Emmanuel Clancier
- Arthur C. Clarke : 1 tome : « 2001-3001 : Les Odyssées de l'Espace »
- Bernard Clavel
- Pierre Dac : tout l'humour de Malheur aux barbus et de L'Os à moelle
- Georges Darien
- Alphonse Daudet
- Mazo De la Roche : intégrale de la saga des Jalna
- Jean-Pierre Delaune
- Marie-Charlotte Delmas
- Philip K. Dick : 4 tomes : « Substance rêve », « La porte obscure », « Aurore sur un jardin de palme » et « Dédale sans fin »
- Charles Dickens
- Roland Dorgelès : Les Croix de bois, Le Cabaret de la Belle Femme, Le Réveil des morts, La Drôle de guerre, Retour au front, Carte d'identité
- Fiodor Dostoïevski
- Arthur Conan Doyle : l'intégrale bilingue des aventures de Sherlock Holmes
- Maurice Druon : 3 tomes : « Les Rois maudits » « Les mémoires de Zeus, Alexandre le grand, Les rivage et les sources » et « La Fin Des Hommes »
- Alexandre Dumas : Les Trois Mousquetaires, Le Comte de Monte-Cristo, Vingt Ans après, Le Vicomte de Bragelonne, La Dame de Monsoreau, Les Quarante-Cinq ou encore L'Horoscope, La Reine Margot
- Jacques Duquesne
- Erckmann-Chatrian
- Georges Feydeau
- Élise Fischer
- F. Scott Fitzgerald
- C. S. Forester : le cycle du Capitaine Hornblower
- E. M. Forster
- Nicolas Freeling
- Émile Gaboriau
- Maurice Genevoix
- Erle Stanley Gardner
- Elizabeth George
- Sacha Guitry
- Dashiell Hammett : l'intégrale des nouvelles
- Victor Hugo
- Aldous Huxley : 1 tome
- William Irish
- Henry James
- Níkos Kazantzákis
- Jean de La Fontaine
- Maurice Leblanc : l'intégrale des aventures d'Arsène Lupin
- Sheridan Le Fanu
- Gaston Leroux
- Pierre Loti
- Pierre Mac Orlan
- Jean-Paul Malaval
- Claude Manceron
- William Somerset Maugham : intégrale des nouvelles
- Daphne du Maurier
- Ed McBain : l'intégrale des romans du 87e District
- Philippe Mellot
- Margaret Millar
- Nancy Mitford
- Molière
- Michael Moorcock
- Patrick O'Brian
- Baronne Orczy
- Charles Perrault
- Henri Pourrat
- Marcel Proust : À la recherche du temps perdu
- Ellery Queen
- Henri Queffélec
- Raymond Radiguet
- Erich Maria Remarque
- Jules Renard
- Kim Stanley Robinson
- Edmond Rostand
- Robert Sabatier
- George Sand : 2 tomes
- Tom Sharpe
- Clifford D. Simak
- Georges Simenon : œuvres complètes (64 volumes)
- Robert Silverberg : « Chute dans le réel » et « Voyage au bout de l'esprit »
- Wilbur Smith
- Mickey Spillane
- Star Wars : 3 tomes
- Bram Stoker : 1 tome
- Theodore Sturgeon
- Edward John Trelawny
- Henri Troyat
- Mark Twain
- Jules Vallès, la trilogie de Jacques Vingtras : L'Enfant, Le Bachelier, L'Insurgé
- Maxence Van der Meersch
- A. E. van Vogt : « Les portes de l’éternité »
- Roger Vercel
- Vercors
- Paul Verlaine
- Jules Verne : 6 tomes : « Romans de l’air », « Romans de l’eau », « Romans du feu », « Romans de la terre », « Les Romans Des Cinq Continents - Tome 1 » et « es Romans Des Cinq Continents - Tome 2 »
- Roy Vickers
- Henri Vincenot : « Le livre de la Bourgogne »
- Charles Virmaître
- Voltaire
- H. G. Wells : 1 tome
- Edith Wharton
- Pelham Grenville Wodehouse
- Émile Zola : Les Rougon-Macquart en 6 volumes

## Ouvrages collectifs - compilations d'œuvres
- Catastrophes (La fin du rêve de Philip Wylie, Terre brûlée de John Christopher, Soleil vert de Harry Harrison, la goélette des glaces de Michael Moorcock et Génocides de Thomas Ditch), 2005.
- Les mondes perdus (7 romans)
- Les savants fous (6 romans et des nouvelles)
- Lourdes (4 romans)